# Neuroleon (Neuroleon) laniger
Neuroleon (Neuroleon) laniger is een insect uit de familie van de mierenleeuwen (Myrmeleontidae), die tot de orde netvleugeligen (Neuroptera) behoort. 
Neuroleon (Neuroleon) laniger is voor het eerst wetenschappelijk beschreven door Navás in 1930.